# Walter Steidl

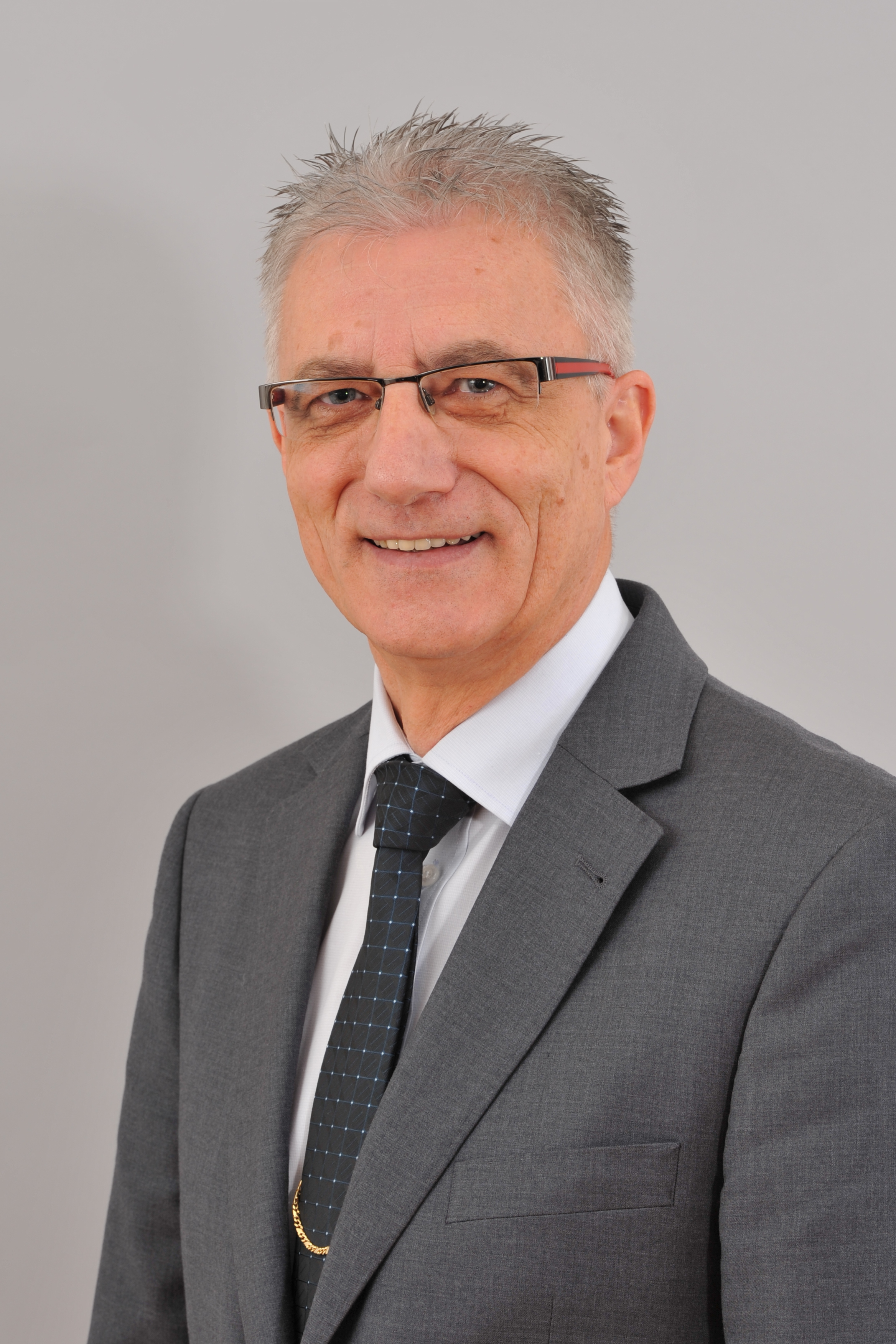
Walter Steidl 2012

Walter Steidl (* 28. August 1957) ist ein österreichischer Politiker (SPÖ). Von 1999 bis 2012 und von 2013 bis 2020 war er Abgeordneter zum Salzburger Landtag sowie von 2007 bis 2009 und von 2013 bis 2020 Klubobmann der SPÖ-Landtagsfraktion. 2012/13 war er Landesrat in der Landesregierung Burgstaller II, 2013 auch Landeshauptmann-Stellvertreter.

## Leben
Steidl absolvierte ab 1972 eine Ausbildung zum Elektroinstallateur und war bis 1978 im erlernten Beruf tätig. Im Zeitraum von 1983 bis 1984 absolvierte er die Sozialakademie in Wien und ist seit Juli 2003 Geschäftsführer der Gewerkschaft der Privatangestellten, Druck, Journalismus, Papier (GPA-djp) Salzburg. Zuvor war er Sekretär der GPA. Steidl war ab 1999 Abgeordneter zum Salzburger Landtag und Bereichssprecher für Arbeitsmarkt, Energie und Sport. Am 18. September 2012 wurde er zum Nachfolger der mit 3. Oktober 2012 zurücktretenden Cornelia Schmidjell als Landesrat für Soziales in der Landesregierung Burgstaller II nominiert.
Nach dem Rücktritt von Gabi Burgstaller als Folge der Landtagswahl in Salzburg 2013, bei der die SPÖ große Verlust erlitt, übernahm er ihre Position als Landesparteivorsitzender der SPÖ Salzburg. Am 15. Mai 2020 wurde David Egger vom Landesparteivorstand als Landesparteivorsitzender der SPÖ Salzburg ab dem 1. Juli 2020 designiert. Als Landtagsabgeordneter und Klubobmann im Landtag folgte ihm am 8. Juli 2020 Michael Wanner nach.
Steidl ist verheiratet und Vater von vier Kindern.